# 井上俊輔 (バレーボール)
井上 俊輔（いのうえ しゅんすけ、1985年6月4日 - ）は、日本の元男子バレーボール選手。

## 来歴
長崎県長崎市出身。友人に誘われて、長崎市立西北小学校4年時よりバレーボールを始める。当時から今までずっとセッターである。1997年小学6年時に全日本バレーボール小学生大会長崎県大会初優勝を飾る。長崎市立岩屋中学校時代は永野健を擁する日宇中の前に全国大会出場はかなわなかった。
2001年、長崎市立長崎商業高等学校へ進学する。入学後1年間は大浦正文から指導を受けている。ただこの時代は県内の他の強豪校の前にベスト8止まりで終わっていた。2002年高知国体出場。
2004年、福岡大学へ進学する。1年先輩が白澤健児、同期が松野昭博、2年後輩が松崎良輔。1年時からレギュラーセッターに抜擢され、2004年・2006年に全日本インカレに出場した。
2008年大学卒業後、JTサンダーズに入団。同期に石橋健。2008年に行われた2008V・サマーリーグでは新人ながら最優秀選手を受賞した。それまでのレギュラーだった前田悟が引退した当初は、菅直哉と深津旭弘との併用で起用されたが、以降控えに回されベンチアウトだった時期も長かった。2013/14シーズン、ヴェセリン・ヴコヴィッチに抜擢されレギュラーセッターとなり、Vプレミア/黒鷲旗とも準優勝に貢献した。
2018/19シーズンをもってJTを退団。

## 所属チーム
- 西北小男子バレーボール部（長崎市立西北小学校）
- 長崎市立岩屋中学校
- 長崎市立長崎商業高等学校
- 福岡大学
- JTサンダーズ (2008-2018年)

## 個人成績
Vプレミアリーグレギュラーラウンドにおける個人成績は下記の通り。
| シーズン | 所属 | 出場 | 出場   | アタック | アタック | アタック | アタック | ブロック | ブロック | サーブ | サーブ | サーブ | サーブ | レセプション | レセプション | 総得点 | 備考 |
| -------- | ---- | ---- | ------ | -------- | -------- | -------- | -------- | -------- | -------- | ------ | ------ | ------ | ------ | ------------ | ------------ | ------ | ---- |
| シーズン | 所属 | 試合 | セット | 打数     | 得点     | 決定率   | 効果率   | 決定     | /set     | 打数   | エース | 得点率 | 効果率 | 受数         | 成功率       | 総得点 | 備考 |
| 2009/09  | JT   | 23   | 67     | 14       | 8        | 57.1%    | %        | 6        | 0.09     | 31     | 0      | 0.00%  | 4.8%   | 1            | 0.0%         | 14     |      |
| 2009/10  | JT   | 28   | 51     | 26       | 12       | 46.2%    | %        | 15       | 0.29     | 132    | 3      | 2.27%  | 8.6%   | 0            | 0.0%         | 30     |      |
| 2010/11  | JT   | 13   | 39     | 17       | 11       | 64.7%    | %        | 14       | 0.36     | 96     | 2      | 2.08%  | 8.2%   | 1            | 0.0%         | 27     |      |
| 2011/12  | JT   | 2    | 4      | 0        | 0        | 0.0%     | %        | 0        | 0.00     | 4      | 0      | 0.00%  | 0.0%   | 0            | 0.0%         | 0      |      |
| 2012/13  | JT   | 11   | 21     | 5        | 2        | 40.0%    | %        | 5        | 0.24     | 54     | 2      | 3.70%  | 11.2%  | 1            | 0.0%         | 9      |      |
| 2013/14  | JT   | 27   | 99     | 45       | 19       | 42.2%    | %        | 29       | 0.29     | 354    | 17     | 4.80%  | 11.9%  | 6            | 0.0%         | 65     |      |
| 2014/15  | JT   | 21   | 13     | 8        | 3        | 37.5%    | %        | 4        | 0.31     | 36     | 1      | 2.78%  | 9.7%   | 2            | 0.0%         | 8      |      |